# Kagewani
Kagewani (影鰐?, lit. "Crocodilo das Sombras"), é um anime original de série de televisão japonesa, criada por Tomoya Takashima. A história gira em torno do personagem Sousuke Banba, um cientista que constantemente viaja o mundo em busca da verdade sobre misteriosos monstros, que surgiram de repente nos dias atuais e estão atacando os humanos. A série foi anunciada no AnimeJapan em 21 de março de 2015.
A série de televisão de animação é dirigida por Tomoya Takashima e produzida pelo Tomovies, foi exibida no Japão pelas emissoras Tokyo MX e BS11 em 2 de outubro de 2015 como parte do bloco de programação do programa "Ultra Super Animes Time". A série também teve transmissão internacional simultânea com legenda, de sua estreia até seu encerramento. A transmissão aconteceu pelo site de streaming Crunchyroll, para os Estados Unidos, México, América Central, América do Sul (incluindo o Brasil), Alemanha, Espanha, França, Itália, Portugal e Reino Unido.
A primeira seção teve 13 episódios, enquanto que a segunda, chamada de Kagewani: Shou, uma continuação da série original, também com 13 episódios, teve sua estreia no dia 1 de abril de 2016 e foi finalizada em 24 de junho de 2016.
O anime foi adaptado em mangá, produzido pelo Comico Comics entre abril e agosto de 2016, teve apenas 26 capítulos que foram lançados no website comicoPLUS, apenas em japonês. Intitulada de Kagewani: Fase 1 (影鰐‐KAGEWANI‐ 1期), é ilustrada com cenas da primeira temporada do anime.

## Enredo
Misteriosos monstros chamados "UMA" (Animal Misterioso Desconhecido), surgem nos dias de hoje e atacam os seres humanos. Nesta situação extrema, só resta às pessoas serem subjugadas. Sousuke Banba, um cientista, viaja aos locais das aparições desses monstros e buscará a verdade por trás desses ataques, tendo como pista inicial a palavra "Kagewani", que significa "Crocodilo das Sombras".

## Personagens
A história gira em torno dos personagens de Sousuke Banba, Masaki Kimura e Nagi Yaguru. Em seguida, muitos personagens são introduzidos, como Jouji Honma, Satoru Komori, Shiron Mei, Dr. Kai e etc. Monstros diferentes também desempenham um papel importante na série.
- Sousuke Banba (番場バンバ・宗介ソウスケ, Sōsuke Banba?)

Voz - Tomokazu Sugita
O protagonista da série. Tem 36 anos de idade. Normalmente é calmo, mas queima de paixão anormal quando se trata de UMAs. É ex-professor de ciência da Universidade Keio (especialidade: engenharia genética). Há um hematoma no olho esquerdo. Sofre dores de contusão quando se aproxima a bestas. Faz aniversário dia 08 de abril, Áries, sangue tipo B. Na infância, Kagewani atacou a aldeia de Banba e seus pais foram assassinados. Tem como propósito a aniquilação do Kagewani.
- Masaki Kimura (木村・雅貴, Masaki Kimura?)

Voz - Ryotaro Okiayu
Masaki "Kimura" é um agente da gigante farmacêutica Sarugaku, trabalha como vice-diretor no desenvolvimento de armas biológicas. Tem 36 anos de idade. É dominante, cruel e idealista. Sempre usar um terno branco. Faz aniversário dia 09 de junho, gêmeos, sangue tipo AB. Tem como propósito a besta Kagewani, e o estudo das pessoas envolvidas nele.
- Nagi Yaguru (ナギ・ヤグル, Nagi Yaguru?)

Voz - Satomi Satō
Nagi Yaguru nascida na aldeia do clã Yaguru da província de Yunnan, China. Tem sido hostil ao clã Mei que produziu o Kagewani. Estimasse que tenha 16 anos de idade. Assassina com a intenção de aniquilação do Kagewani, apenas vive para isso. Vestindo um traje nacional, ela esconde arma no corpo. Tem como propósito livrar-se da besta Kagewani.

## Lista de Episódios

#### Primeira Temporada
| Episódio | Título Original   | Título Oficial             | Data de Exibição Original |
| -------- | ----------------- | -------------------------- | ------------------------- |
| 01       | 駑馬 ("Doba")     | Doba                       | 02 de Outubro de 2015     |
| 02       | 氷牙 ("Hyōga")    | Presa de gelo              | 09 de Outubro de 2015     |
| 03       | 帰還 ("Kikan")    | Retorno                    | 16 de Outubro de 2015     |
| 04       | 双弓 ("Sōkyū")    | Diapsida                   | 23 de Outubro de 2015     |
| 05       | 異彩 ("Isai")     | Cor estranha               | 30 de Outubro de 2015     |
| 06       | 深淵 ("Shin'en")  | Abismo profundo            | 06 de Novembro de 2015    |
| 07       | 切斬 ("Setsuzan") | Golpe aterrador            | 13 de Novembro de 2015    |
| 08       | 擬態 ("Gitai")    | Camuflagem                 | 20 de Novembro de 2015    |
| 09       | 蠱惑 ("Kowaku")   | Mosqueiro                  | 27 de Novembro de 2015    |
| 10       | 影鰐 ("Kagewani") | O Crocodilo das Sombras    | 04 de Dezembro de 2015    |
| 11       | 遭遇 ("Sōgū")     | Encontro                   | 11 de Dezembro de 2015    |
| 12       | 漆黒 ("Shikkoku") | Preto-azeviche             | 18 de Dezembro de 2015    |
| 13       | 還御 ("Kangyo")   | O retorno de Sua Majestade | 25 de Dezembro de 2015    |

#### Segunda Temporada
| Episódio | Título Original    | Título Oficial     | Data de Exibição Original |
| -------- | ------------------ | ------------------ | ------------------------- |
| 14       | 胎動 ("Taidou")    | Aceleramento       | 01 de Abril de 2016       |
| 15       | 追行 ("Tsuikou")   | Perseguição        | 08 de Abril de 2016       |
| 16       | 秘儀 ("Higi")      | Cerimônia secreta  | 15 de Abril de 2016       |
| 17       | 試練 ("Shiren")    | Teste              | 22 de Abril de 2016       |
| 18       | 衝突 ("Shoutotsu") | Colisão            | 29 de Abril de 2016       |
| 19       | 失明 ("Shitsumei") | Cegueira           | 06 de Maio de 2016        |
| 20       | 孤独 ("Kodoku")    | Isolamento         | 13 de Maio de 2016        |
| 21       | 記憶 ("Kioku")     | Memórias           | 20 de Maio de 2016        |
| 22       | 餌食 ("Ejiki")     | Alimentação        | 27 de Maio de 2016        |
| 23       | 夢魔 ("Muma")      | Demónio dos sonhos | 03 de Junho de 2016       |
| 24       | 進化 ("Shinka")    | Evolução           | 10 de Junho de 2016       |
| 25       | 決戦 ("Kessen")    | Batalha final      | 17 de Junho de 2016       |
| 26       | 終局 ("Shuukyoku") | Desfecho           | 24 de Junho de 2016       |

## Trilha Sonora
Kagewani possui apenas uma musica tema em sua trilha sonora, "Arrival of Fear" é interpretada pelo grupo musical japonês M.S.S. Project, originalmente do álbum "M.S.S.Party", faixa de número 4. Em todos os episódios a musica tema toca em algum momento do episódio.
Kagewani: Shou tem como musica tema, a musica "Egoist Unfair", assim como em sua primeira temporada, ela tocada em todos os episódios. Egoist Unfair foi feita especialmente para o anime e é interpretada pelo grupo M.S.S. Project. Kagewani: Shou possui uma segunda musica chamada "Carmesim Stain", interpretada pela utaite 96Neko, Carmesim Stain é a musica tema da personagem Nagi Yaguru e toca todas as vezes que a personagem aparece.
|               | Musica Tema                                                  | Outras Musicas                               |
| Kagewani      | "Arrival of Fear" Intérprete: M.S.S. Project (de "MSSParty") | N/A                                          |
| Kagewani Shou | "Egoist Unfair" Intérprete: M.S.S. Project                   | "Carmesim Stain" Intérprete: 96Neko ("96猫") |

## Dublagem

#### Primeira Temporada
| Personagem                                                       | Dublador          |
| ---------------------------------------------------------------- | ----------------- |
| Sousuke Banba                                                    | Tomokazu Sugita   |
| Masaki Kimura                                                    | Ryotaro Okiayu    |
| Satoru (ep 9)                                                    | Aroma Hot         |
| Capitão (ep 6)                                                   | Bin Shimada       |
| Yuuta (ep 4)                                                     | Chie Satou        |
| Pesquisador (ep 12) Membro da Força Especial (ep 13)             | Daisuke Matsubara |
| Kenta (ep 3) Pessoa (ep 2) Satoshi (ep 1)                        | Fumiya Kosugi     |
| Locutor (ep 8) Detetive (ep 9)                                   | Hiromu Miyazaki   |
| Chiaki (ep 6)                                                    | Kaede Okutani     |
| Chefe de Aldeia (ep 10) Aldeão (ep 11)                           | Keiji Hirai       |
| Ren (ep 5) Yosuke (ep 6)                                         | Kenji Nojima      |
| Mulher misteriosa (eps 11-12) Rin (idosa; ep 10)                 | Kimiko Saito      |
| Machizou (ep 10) Makoto Banba (ep 11)                            | Kouhei Fukuhara   |
| Saitou (ep 5) Trabalhador (ep 4)                                 | Kouki Akiyama     |
| Satoru, Daiki, Sho, Shigeru (ep 9)                               | M.S.S. Project    |
| Locutor (ep 3) Mika Kuroda (ep 2) Minori (ep 7) Mulher (ep 8)    | Mai Aizawa        |
| Sailor (ep 6)                                                    | Masaya Takatsuka  |
| Sousuke Banba (criança)                                          | Miyuki Kawasho    |
| Kazuto (ep 7) Saori (ep 8)                                       | Naomi Shindoh     |
| Garota misteriosa (ep 10) Naruko (ep 7)                          | Ryou Hirohashi    |
| Ayumi (ep 5) Shun (ep 4)                                         | Sayaka Hirao      |
| Aldeão (eps 10-11)                                               | Shunsuke Kanie    |
| Doutor (ep 13) Pesquisador (ep 12)                               | Sota Arai         |
| Rin (ep 10) Mulher (ep 10) Yumiko Banba (ep 11)                  | Yuki Kaneko       |
| Locutor (ep 12) Juri (ep 3) Enfermeira (ep 13) Secretaria (ep 1) | Yukiko Morishita  |
| Jirou (ep 3) Persoa (ep 2) Shougo (ep 1)                         | Yukinori Okuhata  |
| Mizusaki (ep 3)                                                  | Yūsuke Handa      |
| Takeru (ep 1) Yamagami (ep 2)                                    | Yûsuke Numata     |

#### Segunda Temporada
| Personagem                                                  | Dublador         |
| ----------------------------------------------------------- | ---------------- |
| Sousuke Banba                                               | Tomokazu Sugita  |
| Masaki Kimura                                               | Ryotaro Okiayu   |
| Nagi Yaguru                                                 | Satomi Satō      |
| Jouji Honma                                                 | Subaru Kimura    |
| Mãe da Nagi (ep 8)                                          | 96Neko           |
| Rio (ep 6)                                                  | Akemi Kanda      |
| Satoru Komori (ep 7)                                        | Aroma Hot        |
| Pai da Nagi (ep 8)                                          | Hiromu Miyazaki  |
| Iwasaki (ep 2)                                              | Hisao Egawa      |
| Akira (eps 6, 9)                                            | Kenji Nojima     |
| Shiron Mei (ep 5)                                           | Kimiko Saito     |
| Aeromoça (ep 1)                                             | Mai Aizawa       |
| Capitão (ep 1) Condutor (ep 2) Taxista (ep 3)               | Masaya Takatsuka |
| Kiriko (ep 7)                                               | Masumi Asano     |
| Kawakami (ep 1) Aldeão (ep 3)                               | Mitsuaki Madono  |
| Aeromoça (ep 1) Yumika (ep 3)                               | Miyuki Kawasho   |
| Dr. Kai (eps 4-5, 9-10)                                     | Nobutoshi Canna  |
| Pessoal do aeroporto (ep 1) Motorista (ep 2)                | Shunsuke Kanie   |
| Pessoal do aeroporto (ep 1) Membro da Força Especial (ep 2) | Yūsuke Handa     |